# Волк Андрій Васильович
Андрі́й Васи́льович Волк (1975—2023) — солдат збройних сил України, учасник російсько-української війни.

## Життєпис
Народився 10 березня 1975 року в місті Глухів Сумської області. Закінчив школу, потім агротехнічний коледж. 
З перших днів повномасштабного вторгнення пішов до військкомату, але долучився до лав Сил оборони України в травні 2022 року. За званням був солдатом.
Загинув 29 листопада 2023 року в районі міста Вугледар Донецької області.
Похований 6 грудня 2023 року в Глухові.

## Нагороди
- Орден «За мужність» III ступеня (7 березня 2024, посмертно) — за особисту мужність, виявлену у захисті державного суверенітету та територіальної цілісності України, самовіддане виконання військового обов'язку[2].